# Neurosífilis
La neurosífilis es una enfermedad derivada de la sífilis la cual afecta a algunas de las personas con sífilis no tratadas. Estas personas no tratadas desarrollan la neurosífilis, o sífilis del sistema nervioso, pero estos casos son raros en los países desarrollados. Una prueba serológica para sífilis reactiva y la prueba VDRL reactiva en el líquido cefalorraquídeo, es el criterio diagnóstico de laboratorio que confirma la neurosífilis.

## Tipos de neurosífilis

### Neurosífilis meningovascular
La neurosífilis meningovascular es una forma crónica de la meningitis. Los síntomas dependen de si el principal afectado es el cerebro si la enfermedad ataca tanto el cerebro como la médula espinal.

### Síntomas
Aquí están los síntomas de la neurosífilis meningovascular:
- Cefalea.
- Vértigo.
- Falta de concentración.
- Cansancio.
- Falta de energía.
- Dificultades para conciliar el sueño.
- Rigidez del cuello.
- Visión borrosa.
- Confusión mental.
- Convulsiones.
- Tumefacción del nervio óptico (Papiledema).
- Anomalías en la pupilas.
- Afasia.
- Parálisis de una extremidad o la mitad del cuerpo.

Cuando tanto el cerebro como la médula espinal resultan afectados, los síntomas incluyen una creciente dificultad para masticar, tragar y hablar; debilidad y atrofias de los músculos de los brazos y el hombro; parálisis lentamente progresiva con espasmos musculares (parálisis espástica); incapacidad para vaciar la vejiga e inflamación de una sección de la médula espinal, que deriva en una pérdida de control de la vejiga y una repentina parálisis, mientras los músculos permanecen relajados (Parálisis fláccida).

### Neurosífilis parética
La neurosífilis parética, también llamada parálisis general progresiva, comienza gradualmente como una serie de cambios del comportamiento en las personas que tienen de 40 a 50 años. Estas personas lentamente se vuelven dementes.

### Síntomas
Los síntomas son:
- Convulsiones.
- Dificultades para hablar.
- Parálisis temporal.
- Parálisis temporal de la mitad del cuerpo.
- Irritabilidad.
- Dificultad para concentrarse.
- Pérdida de memoria.
- Juicio defectuoso.
- Dolores de cabeza.
- Dificultad respiratoria.
- Fatiga.
- Letargo.
- Deterioro de la higiene personal y hábitos de arreglarse.
- Cambio de humor.
- Pérdida de fuerza y energía.
- Depresión.
- Delirios de grandeza.

### Neurosífilis tabética
La neurosífilis tabética (tabes dorsal) es una enfermedad progresiva de la médula espinal que comienza gradualmente. Por lo general, el primer síntoma es un dolor intenso y punzante en las piernas que aparece de manera regular e irregular. La persona no tiene estabilidad al caminar, especialmente en la oscuridad, y puede andar con los pies separados, a veces con fuerza. Como la persona no puede sentir cuando está llena la vejiga, la orina se acumula y produce una pérdida sobre el control de la vejiga y repetidas infecciones en el tracto urinario. Es frecuente que se pierda la capacidad de erección. La persona puede tener temblores en la boca, la lengua, las manos, y todo el cuerpo. La caligrafía se vuelve temblorosa e ilegible. La mayoría de las personas con neurosífilis tabética son delgadas y sus rostros tiene aspecto triste. Tiene espasmos de dolor en varios órganos, especialmente el estómago. Estos pueden causar vómito. Espasmos igualmente dolorosos pueden afectar al recto, la vejiga y la laringe (Área vocal). Debido a la falta de sensibilidad en los pies, pueden aparecer úlceras abiertas en las plantas. Estos pueden penetrar profundamente e incluso alcanzar el suelo subyacente. Como la persona pierde la sensación de dolor, las articulaciones pueden resultar lesionadas.